# Sarolangun Kembang
Sarolangun Kembang is een bestuurslaag in het regentschap Sarolangun van de provincie Jambi, Indonesië. Sarolangun Kembang telt 4799 inwoners (volkstelling 2010).